# Михайловка (Шахтёрский район)
Михайловка (укр. Михайлівка) — село на Украине, находится в Шахтёрском районе Донецкой области. Под контролем самопровозглашённой Донецкой Народной Республики.

## География
В Донецкой области имеется ещё 6 одноимённых населённых пунктов, в том числе село Михайловка в составе города Донецка и посёлок Михайловка в составе города Горловки, село Михайловка в Тельмановском районе на юге области.

#### Соседние населённые пункты по странам света
СЗ: Шевченко (Малоорловского сельсовета), Малоорловка, Славное
З: город Кировское, Шевченко (Розовского сельсовета)
ЮЗ: Ольховка
Ю: город Шахтёрск
С: Новоорловка
СВ: Орлово-Ивановка, Кумшацкое, Полевое
В: Петропавловка
ЮВ: Винницкое, Сторожковское, Стожково, Красный Луч, Московское

## Население
Население по переписи 2001 года составляло 653 человека.

## Общие сведения
Код КОАТУУ — 1425286003. Почтовый индекс — 86200. Телефонный код — 6255.

## Адрес местного совета
86231, Донецкая область, Шахтёрский р-н, с.Орлово-Ивановка, ул.Центральная